# Christopher de Hamel

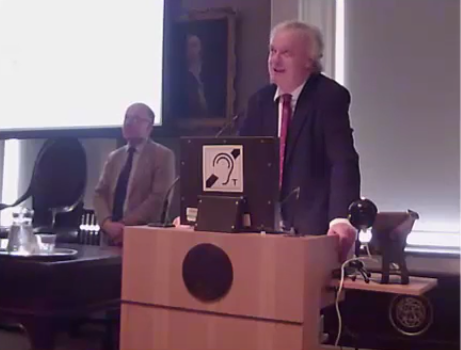
Christopher de Hamel hält eine Lesung The Library of Saint Thomas Becket im Burlington House, Society of Antiquaries of London, 6. Juni 2017

Christopher Francis Rivers de Hamel (* 20. November 1950 in London) ist ein britischer Bibliothekswissenschaftler und Experte für mittelalterliche Manuskripte. Er ist ein Fellow des Corpus Christi College (Cambridge) und ehemaliger Fellow Librarian der Parker Library. Sein Buch Meetings with Remarkable Manuscripts gewann den Duff Cooper Prize 2016 und den Wolfson History Prize 2017.

## Leben
Mit vier Jahren zog er nach Neuseeland. Er besuchte die King’s High School in Dunedin und die University of Otago. Darauf promovierte er an der Oxford University mit einer Arbeit über Bibelkommentare im 12. Jh.: The production and circulation of glossed books of the Bible in the twelfth and early thirteenth centuries. Er erhielt Ehrendoktorate von der University of Otago und der St. John’s University (Minnesota).
Von 1975 bis 2000 arbeitete de Hamel für Sotheby’s in der Manuskript-Abteilung. Dann wurde er zum  Donnelley Fellow Librarian am Corpus Christi College (Cambridge) gewählt sowie 2001 zum Mitglied des Roxburghe Club.

## Publikationen (Auswahl)
- A History of Illuminated Manuscripts (Phaidon, 1986; 2. Aufl. 1994)
- Syon Abbey, The library of the Bridgettine Nuns and their Peregrinations after the Reformation (Roxburghe Club, 1991)
- Scribes and Illuminators (British Museum, 1992)
- The Book: a History of the Bible (Phaidon, 2001)
- The Rothschilds and their Collections of Illuminated Manuscripts (British Library, 2005)
- The Macclesfield Alphabet Book: a facsimile (2010)[2]
- Gilding the Lilly: a Hundred Medieval and Illuminated Manuscripts in the Lilly Library (Indiana University, 2010)
- Meetings with Remarkable Manuscripts (Allen Lane, London 2016)
  - Pracht und Anmut: Begegnungen mit zwölf herausragenden Handschriften des Mittelalters (Bertelsmann, München 2018) ISBN 978-3-570-10199-5
- Making Medieval Manuscripts (Bodleian Library, University of Oxford 2018) ISBN 978-1-59420-611-5
- The Book in the Cathedral: The Last Relic of Thomas Becket (Allen Lane, 2020)
- The Posthumous Papers of the Manuscripts Club (Allen Lane, 2022)